# Акваріум Шедда
Акваріум Шедда (англ. Shedd Aquarium) — публічний океанаріум у Чикаго (штат Іллінойс, США), відкритий 30 травня 1930 року. Розташований у Музейному кампусі Чикаго на березі озера Мічиган поруч із планетарієм Адлера та Філдсівським музеєм природної історії.
Акваріум містить приблизно 32 500 риб та інших тварин, а загальний об'єм води становить 19 мільйонів літрів. Щорічно акваріум відвідують близько 2 мільйонів осіб.
В акваріумі представлено близько 1500 видів риб, морських ссавців, птахів, змій, амфібій і членистоногих.

## Галерея

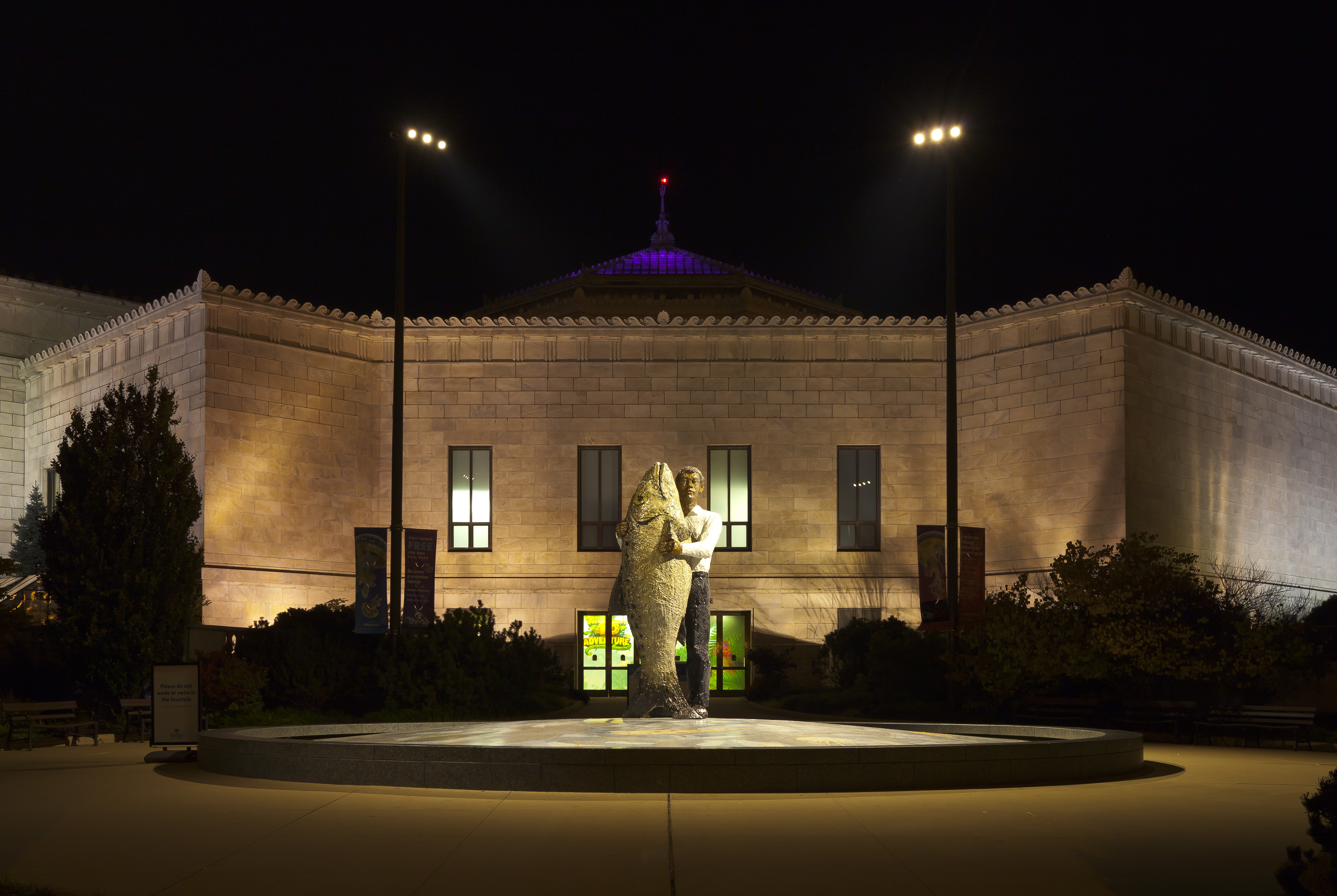
Статуя біля будівлі
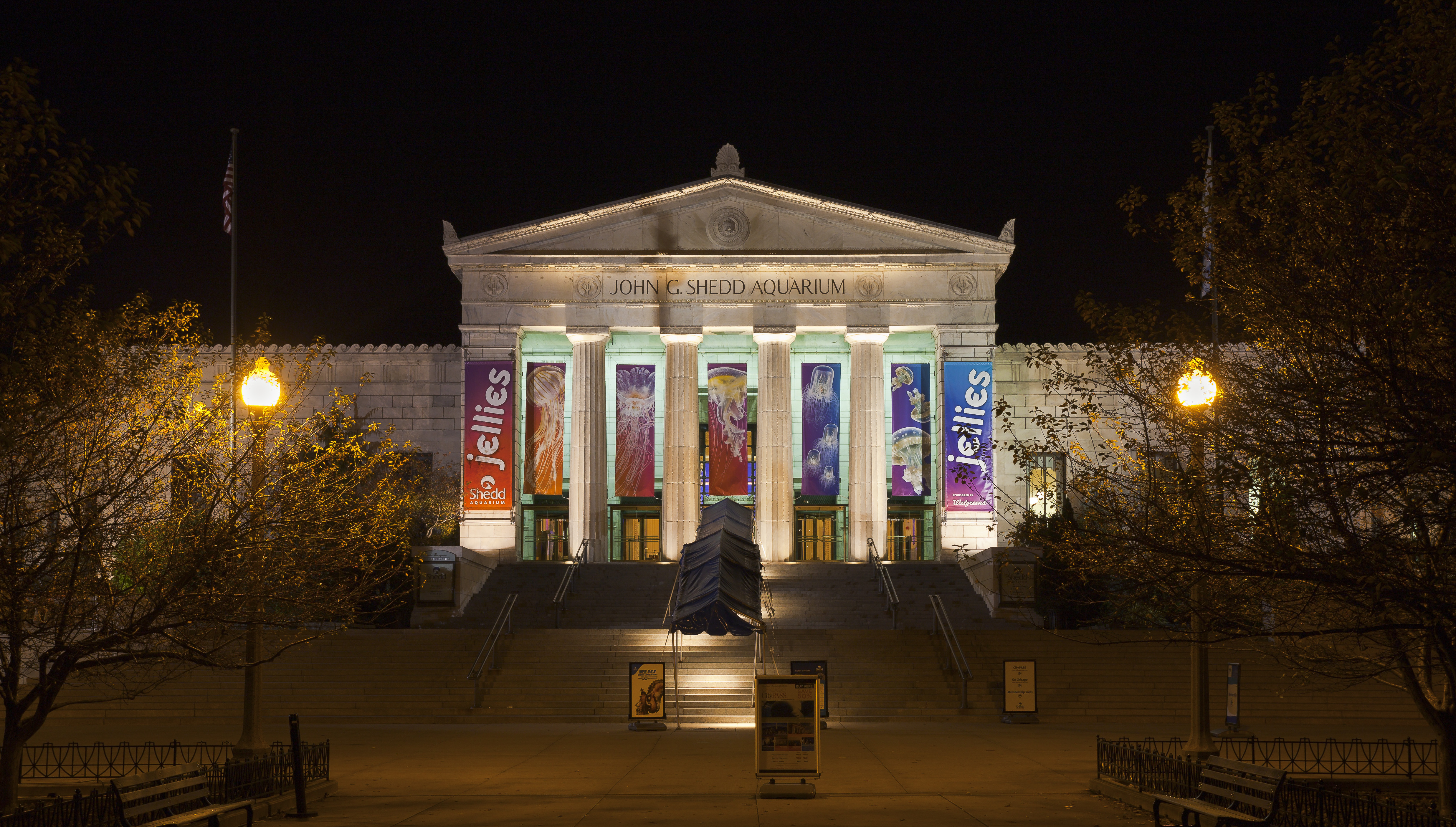
Головний вхід вночі
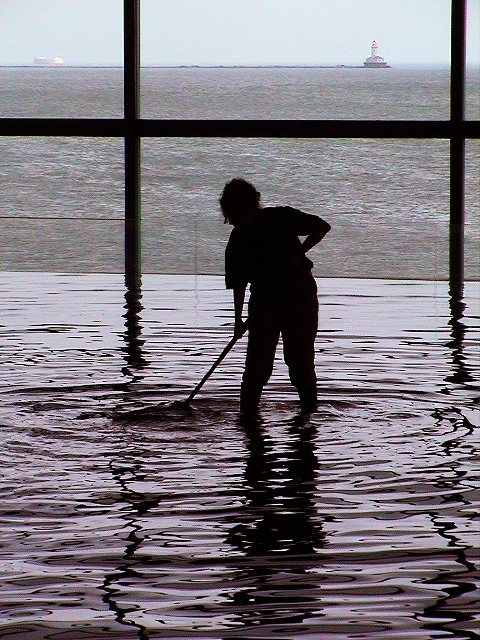
Прибирання океанаріуму
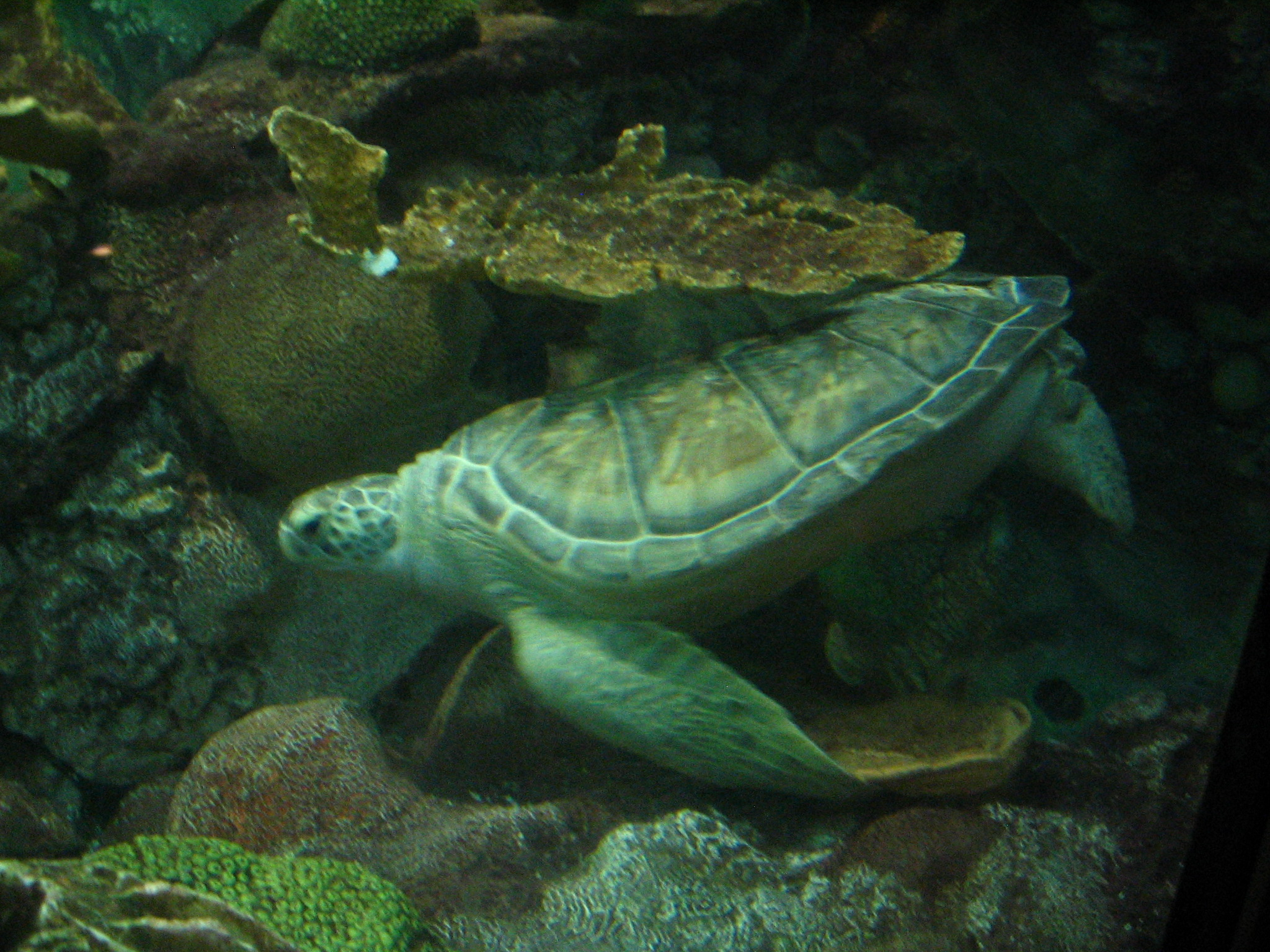
Нікель — зелена черепаха
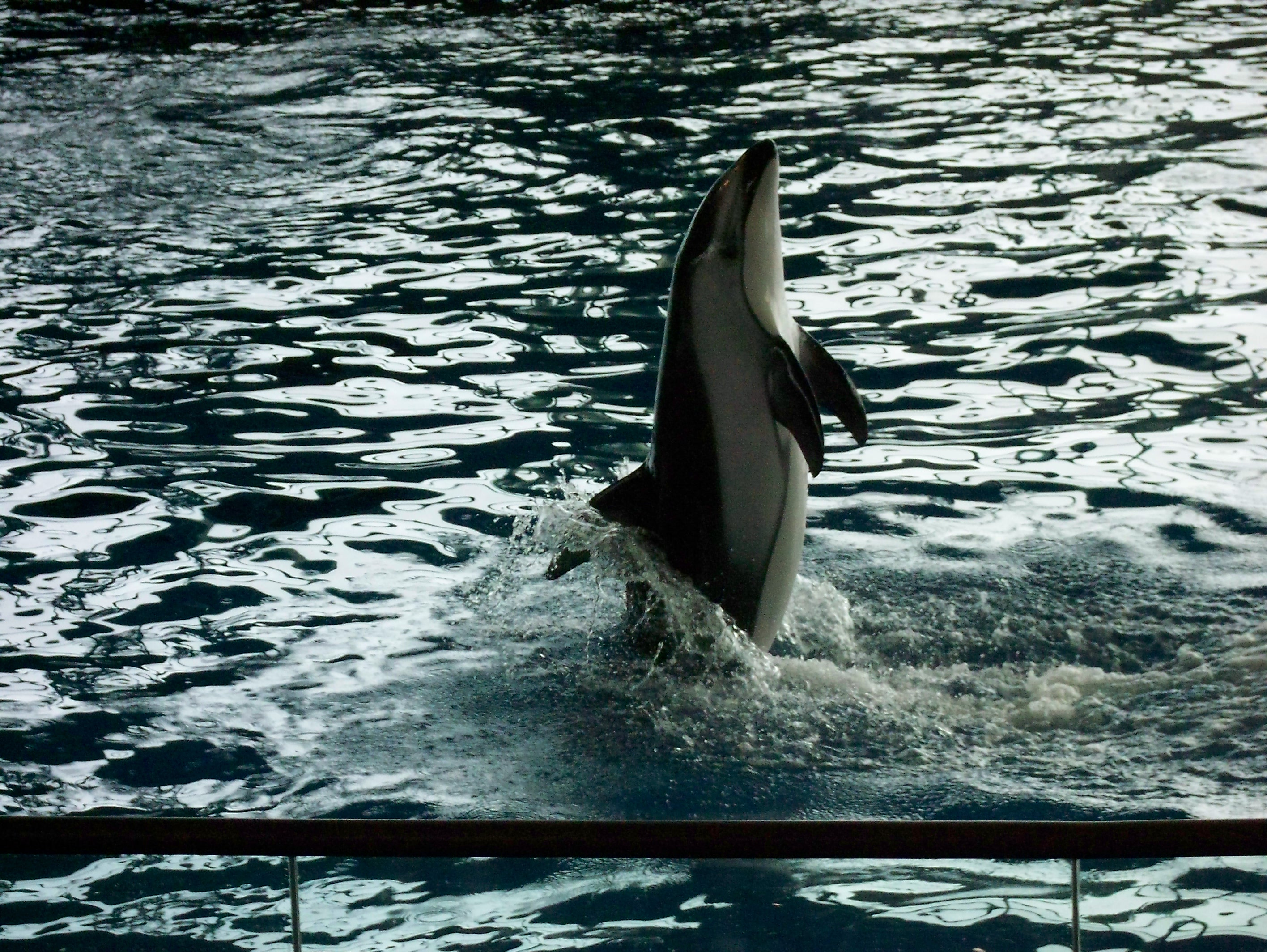
Дельфін (Lagenorhynchus obliquidens) в океанаріумі
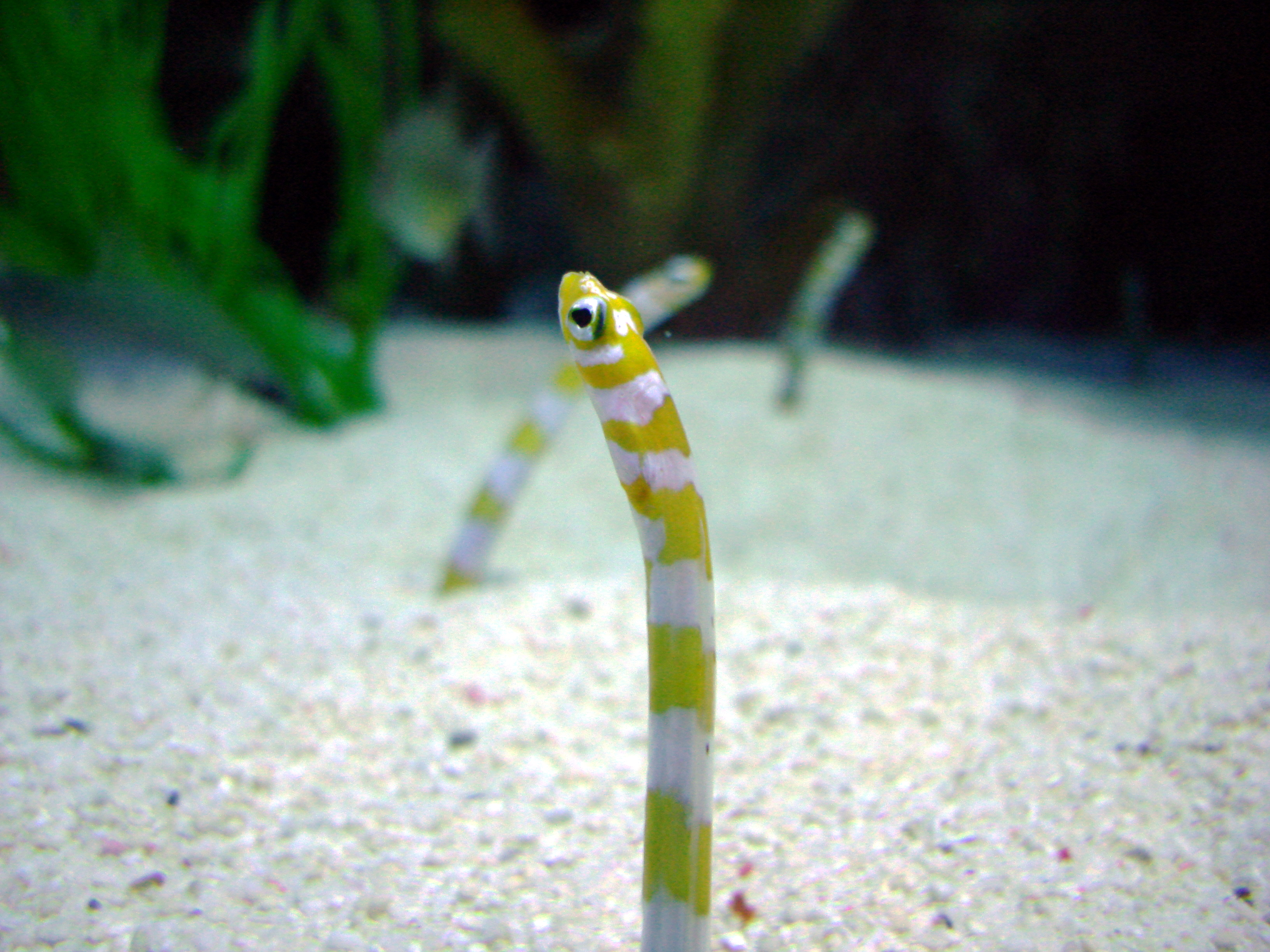
Вугор Gorgasia preclara